# 莱昂德罗·库弗雷
里安德魯·達米安·古費利（Leandro Damián Cufré，1978年5月9日—），阿根廷足球運動員，司職後衛，目前效力德甲球會哈化柏林。

## 生平
库弗雷早年入選過阿根廷青年隊，贏得了1997年世青杯冠軍。2002年他遠赴意大利加盟當地球會羅馬，但只上陣八場。在翌季轉投另一支意甲球會錫耶納一季以後，他再重返羅馬，可惜依然被投置閒散。在參加完2006年世界杯以後，他以210萬歐羅轉會費，改投法甲球會摩納哥。2009年1月再自由轉會到德甲的哈化柏林，簽約半年。
國家隊方面亦入選過出席2006年世界杯，未有上陣，但八強賽後曾在雙方球員互相衝突中，襲擊德國球員。當屆國際足協判罰他一面紅牌，成為世界杯裡首位比赛终场哨响后还被罰紅牌的球員，事後被停賽4場，而事發的球場正是他日後加盟哈化柏林的主場柏林奧林匹克體育場。

## 榮譽
- 世青杯冠軍：1997